# Symbolismus (Bildende Kunst)

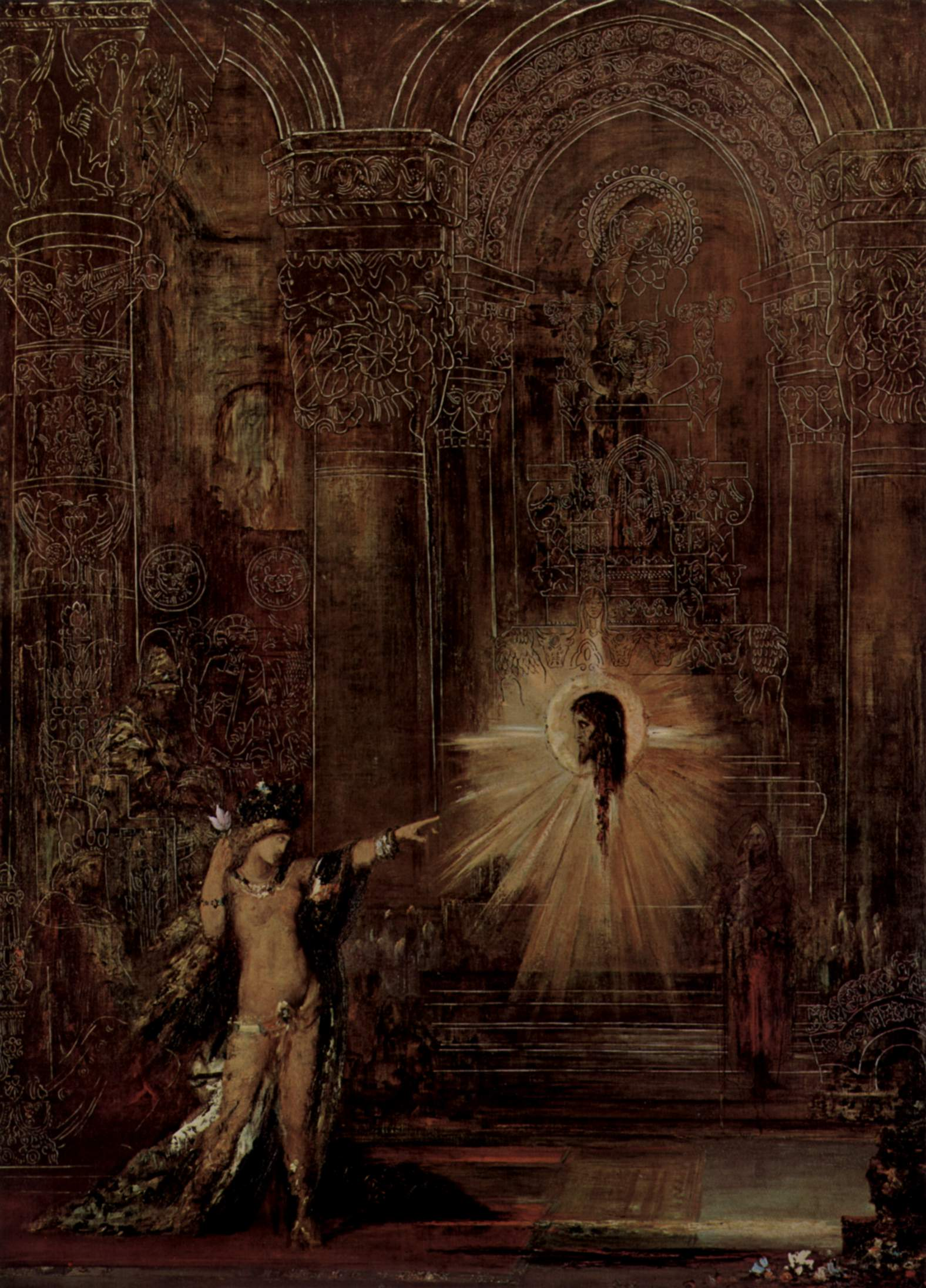
Gustave Moreau: Die Erscheinung, 1875

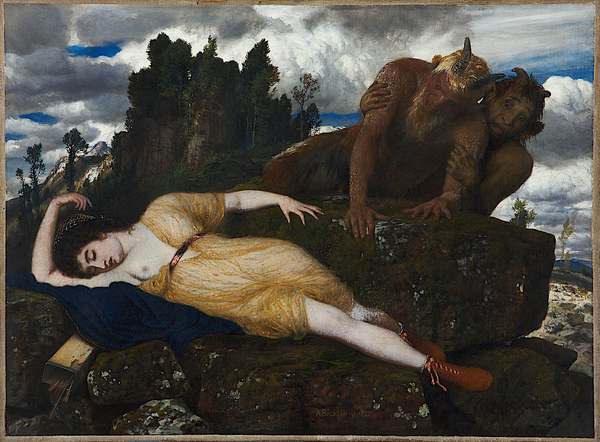
Arnold Böcklin: Schlafende Diana, von zwei Faunen belauscht, 1877

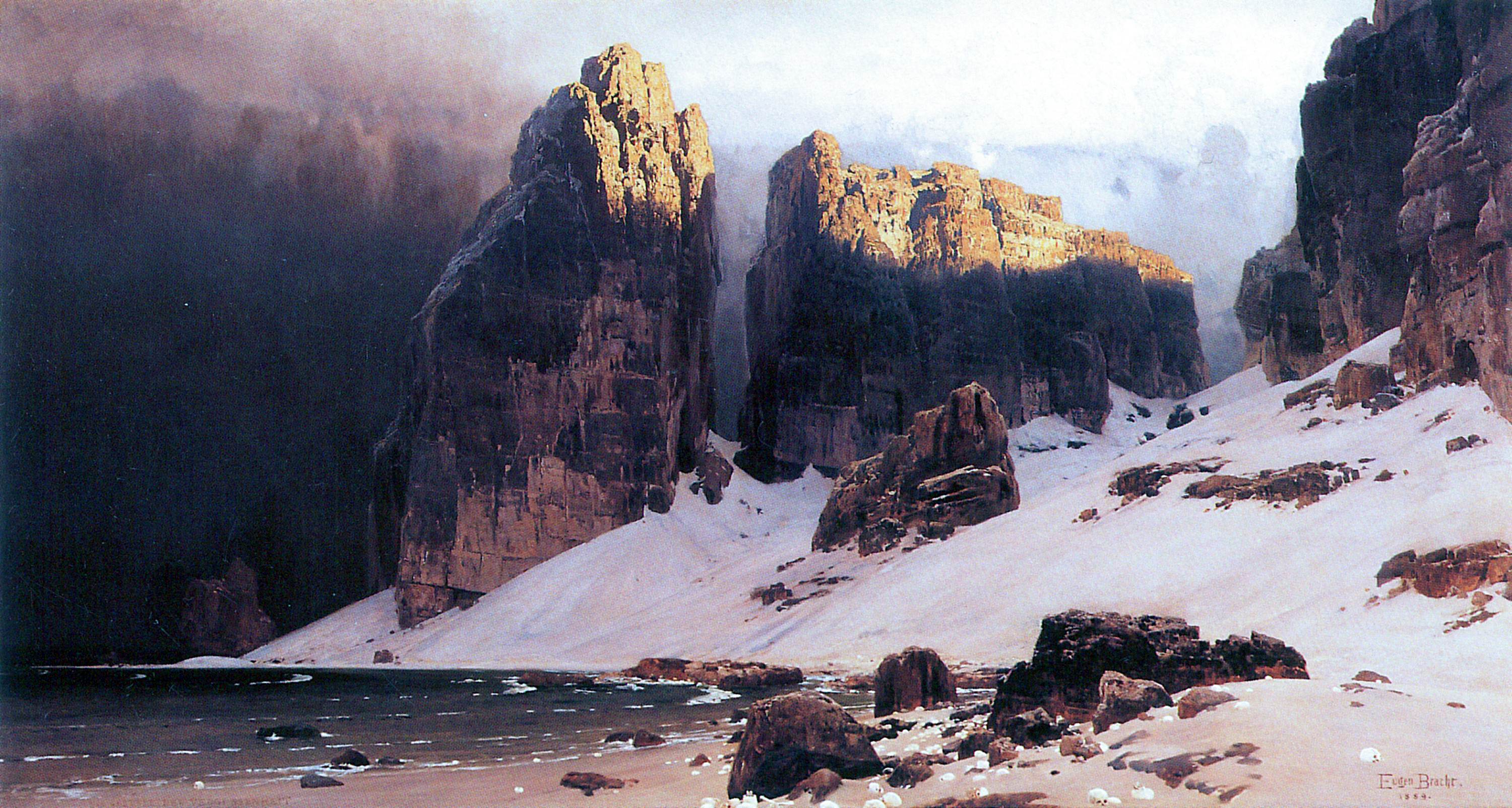
Eugen Bracht: Gestade der Vergessenheit, 1889

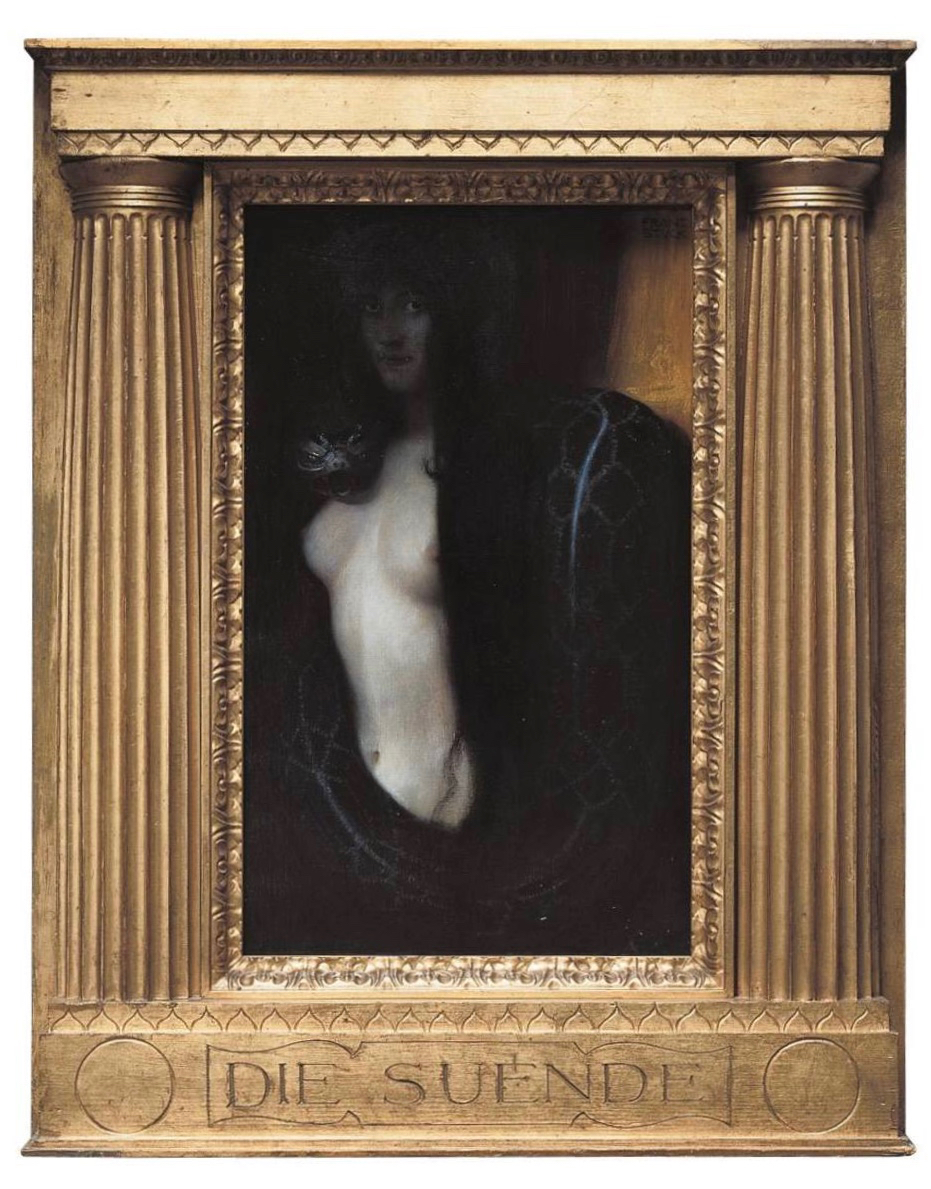
Franz von Stuck: Die Sünde, 1893

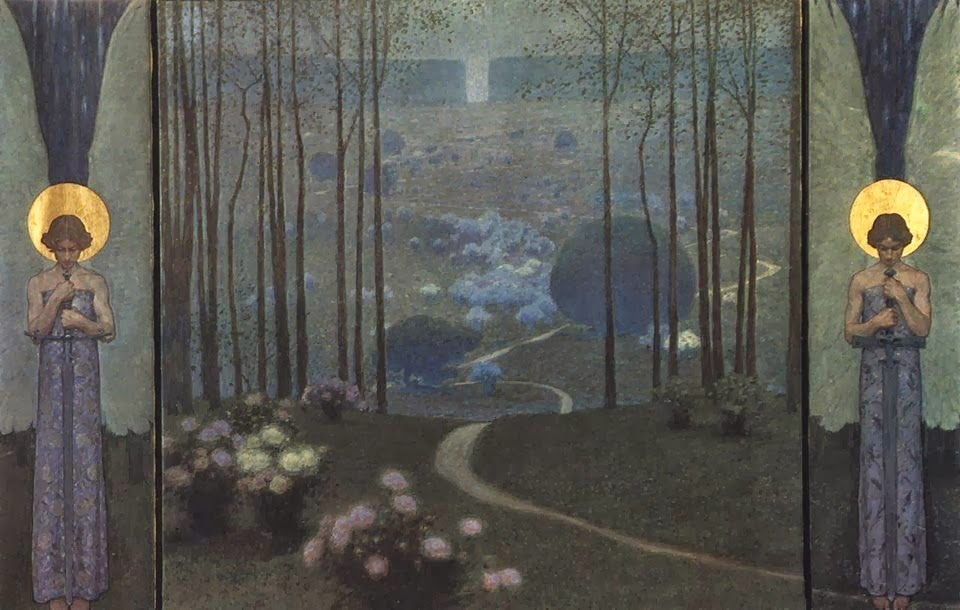
Wilhelm Bernatzik: Eingang zum Paradies, um 1903, Museum Wiesbaden

Der Symbolismus bezeichnet eine Kunstströmung der Malerei und Bildhauerei des ausgehenden 19. Jahrhunderts, in der sehr unterschiedliche Stilrichtungen vertreten sind. Seine Hochphase fällt in die Zeit zwischen ca. 1880 und 1910.

## Merkmale und Stilmittel
Als Spielweise des Symbolismus wird oft die Décadence gesehen, die versuchte, Verfall und Untergang einer Epoche künstlerisch zu begleiten und ihr Heil in überspitzter Sinneslust zu finden. Andere Symbolisten betonen dagegen gerade das Unverbraucht-Natürliche (so die frühen primitivistischen Werke von Paul Gauguin) oder die Tatsache, dass die Welt der von Menschen geschaffenen Objekte über deren individuelles Leben hinausweist. Allgemein dominiert die subjektive Vorstellung bzw. der abstrakte Gedanke im Bild gegenüber der sinnlichen Wahrnehmung des Augenblicks oder der genauen Naturbeobachtung. Richard Hamann und Jost Hermand sehen ein wichtiges Merkmal des Symbolismus darin, dass er sich über die bloß „dinglichen Gegebenheiten“ hinaushebt und auf ein idealistisch-„überindividuelles Sollen“ bezieht, wobei die Symbole in ihrer Vieldeutigkeit oft verschwommen bleiben. Der Symbolismus beziehe „Frontstellung gegen den Impressionismus“ und das „Abgleiten in ein bindungsloses Genießertum“, gegen das „Individualistische und Historisch-Eklektizistische“; er sei oft durch größeren Stilwillen gekennzeichnet.
Der Symbolismus ist kein besonderer Stil; er bedient sich einer großen Vielfalt von Stilmitteln von der akademischen realistischen Malerei bis zum Jugendstil. Wie dieser gilt der Symbolismus als Bindeglied zwischen dem vorangegangenen Impressionismus und dem nachfolgenden Expressionismus. Außerdem werden Symbolisten auch als Vorläufer der Surrealisten bezeichnet.

## Geschichte
Schon lange vor Sigmund Freud und C. G. Jung beschäftigte sich der englische Symbolismus (ca. 1860–1910), der die Arbeiten von William Blake wiederentdeckte, mit dem Zugang zu unbewussten Prozessen und hinterfragte die erfahrbare Realität. Edward Coley Burne-Jones schloss dabei an das allegorisch-dekorative Werk der späten Präraffaeliten an, unternahm aber auch bereits Ausflüge in den Bereich des Phantastischen und beeinflusste die französischen Symbolisten. In Deutschland und Frankreich setzte die Strömung um 1885 ein; ein früher deutscher Vertreter war Max Klinger mit seinem Zyklus Paraphrase über den Fund eines Handschuhs (1881).
Einen entscheidenden Impuls lieferte das „Symbolistische Manifest“ des französischen Dichters Jean Moréas im Jahre 1886. Ein Kernsatz dieses Manifests lautete: „Die wesentliche Eigenschaft der symbolistischen Kunst besteht darin, eine Idee niemals begrifflich zu fixieren oder direkt auszusprechen“. Von Frankreich ausgehend breitete sich der Symbolismus über ganz Europa aus, nachdem er erstmals 1889 bei der Weltausstellung in Paris einer breiten Öffentlichkeit bekannt gemacht worden war.
Auch belgische Künstler wie Théo van Rysselberghe und James Ensor sowie die Société des Vingt (Les XX), ein 1883 gegründeter Salon für zeitgenössische belgische und internationale Kunst, wurden wichtig für die Entwicklung des Symbolismus; hier trafen sich Strömungen aus Frankreich, Belgien und England. Ralph Gleis nennt Brüssel sogar die Hauptstadt des Symbolismus. Das rasche Wuchern der damaligen Finanzzentrale Europas und reichen Hauptstadt eines Kolonialreichs habe die Künstler zu dunklen Träumen angeregt.
In der vorausgegangenen Epoche des Realismus (Hauptvertreter: Gustave Courbet) vermissten viele Künstler die seelische Tiefe, die ein Kunstwerk ausdrücken müsse. Der Symbolismus wandte sich sowohl gegen die niedere Detailtreue des Naturalismus als auch gegen die verklärte Schwärmerei der Romantik sowie gegen ästhetischen Subjektivismus und thematische Beliebigkeit des gleichzeitig einsetzenden Impressionismus. Der Symbolismus sieht die Welt und deren Aspekte als Symbole einer tieferen Wirklichkeit und die Kunst als Mittlerin zwischen diesen Ebenen (siehe auch den Roman „Tief unten“ von Joris-Karl Huysmans).

## Themen symbolistischer Werke
In den Werken des Symbolismus gibt es besonders Motive der antiken Mythologie und biblische Allegorien. Weitere Themen sind von Traum und Ekstase durchtränkte Bildinhalte, aufgewühlte Gefühle, Unerklärliches, Krankheit, Tod, Sünde und Leidenschaft, das Aufzeigen geistiger Wirklichkeit, Phantasie, Vision, Halluzination, Meditation und Empfindung.
Die Symbolisten verherrlichten gleichermaßen das „Reine, Edle und Erhabene“ im Sinne der Präraffaeliten ebenso wie die „dunkle Seite“ um die Themenkomplexe Sünde, Eros, Verrat, Tod und Teufel. Motive der ersten Richtung sind Engel, Hirten-Idyllen, religiöse Motive, und „reine und keusche“ meist in lange, weiße Gewänder gehüllte Frauengestalten. Typische Vertreter z. B. sind Pierre Puvis de Chavannes, Maurice Denis, oder Michail Wassiljewitsch Nesterow sowie Michail Alexandrowitsch Wrubel.

## Künstler des Symbolismus
- Franz von Bayros (1866–1924)
- Aubrey Beardsley (1872–1898)
- Eugen Bracht (1842–1921)
- Arnold Böcklin (1827–1901)
- Edward Burne-Jones (1833 – 1898)
- Pierre Puvis de Chavannes (1824–1898)
- Mikalojus Konstantinas Čiurlionis (1875–1911)
- Léon-François Comerre (1850–1916)
- Lovis Corinth (1858–1925)
- Henry Cros (1840–1907)
- Tivadar Kosztka Csontváry (1853–1919)
- Jean Dampt (1854–1945)
- Jean Delville (1867–1953)
- Maurice Denis (1870–1943)
- Francisco Durrio de Madrón (1868–1940)
- James Ensor (1860–1949)
- Léon Frédéric (1856–1940)
- Johann Heinrich Füssli (1741–1825)
- Akseli Gallen-Kallela (1865–1931)
- Paul Gauguin (1848–1903)
- Grigori Alexandrowitsch Goldstein (1878–1938)
- Isobel Lilian Gloag (1865–1917)
- Henry de Groux (1866–1930)
- Vilhelm Hammershøi (1864–1916)
- Per Hasselberg (1850–1894)
- Dora Hitz (1856–1924)
- Ferdinand Hodler (1853–1918)
- Ludwig von Hofmann (1861–1945)
- Wjatscheslaw Iwanowitsch Iwanow (1866–1949)
- Rudolf Jettmar (1869–1939)
- Fernand Khnopff (1858–1921)
- Max Klinger (1857–1920)
- Georges Lacombe (1868–1916)
- Franz von Lenbach (1836–1904)
- Sigmund Lipinsky (1873–1940)
- Frances MacDonald McNair (1873–1921)
- Josef Madlener (1881–1967)
- Jacek Malczewski (1854–1929)
- George Minne (1866–1941)
- Gustave Moreau (1826–1898)
- Edvard Munch (1863–1944)
- Michail Wassiljewitsch Nesterow (1862–1942)
- Max Nonnenbruch (1857–1922)
- Max Pietschmann (1865–1952)
- Odilon Redon (1840–1916)
- Auguste Rodin (1840–1917)
- Félicien Rops (1833–1898)
- Sascha Schneider (1870–1927)
- Giovanni Segantini (1858–1899)
- Leon Spilliaert (1881–1946)
- Franz von Stuck (1863–1928)
- Per Adolf Svedlund (1865–1947)
- Jan Toorop (1858–1928)
- Hans Unger (1872–1936)
- Adolfo Wildt (1868–1931)
- Jens Ferdinand Willumsen (1863–1958)
- Michail Alexandrowitsch Wrubel (1856–1910)

## Werke (Auswahl)
- Arnold Böcklin: „Die Toteninsel“ (1886), Öl auf Holz, 80 × 150 cm, Museum der bildenden Künste, Leipzig
- Eugen Bracht: „Gestade der Vergessenheit“ (1889), Öl auf Leinwand, 139 × 259 cm, Hessisches Landesmuseum, Darmstadt
- Edward Coley Burne-Jones: „Die goldene Treppe“ (1880), Öl auf Leinwand, 276 × 117 cm, Tate Gallery, London
- Edward Coley Burne-Jones: „Der Prinz betritt den Dornwald“, aus >The Broar Rose< Serie 1, (1870–1890), Öl auf Leinwand, 122 × 248 cm, The Faringdon Collection Trust, Buscot Park, Faringdon, Berkshire
- Edward Coley Burne-Jones: „Dornröschen“, aus >The Broar Rose< Serie 4, (1870–1890), Öl auf Leinwand, 122 × 227 cm, The Faringdon Collection Trust, Buscot Park, Faringdon, Berkshire
- Pierre Puvis de Chavannes: „Der arme Fischer“ (1881), Öl auf Leinwand, 155 × 192 cm, Louvre, Paris
- Pierre Puvis de Chavannes: „Die heilige Genoveva wacht über Paris“ (1886), Öl auf Leinwand (Entwurf für ein Wandbild), Panthéon, Paris
- Tivadar Kosztka Csontváry: „Die einsame Zeder“ (1907), Öl auf Leinwand, 248 × 194 cm, Csontváry Museum, Pécs
- Jean Delville: „Satans Schätze“ (1895), Öl auf Leinwand, 358 × 368 cm, Musées Royaux des Beaux-Arts, Brüssel
- Maurice Denis: „Bretonischer Tanz“ (1891), Öl auf Leinwand, 41 × 33 cm, Privatbesitz
- Maurice Denis: „April“ (1892), Öl auf Leinwand, 37,5 × 61 cm, Rijksmuseum Kröller-Müller, Otterlo
- James Ensor: „Selbstbildnis mit Masken“ (1899), Öl auf Leinwand, 118 × 83 cm, Sammlung Mme C. Jussiant, Antwerpen
- Léon Frédéric: „Der See – das schlafende Wasser“ (1897–1898), Öl auf Leinwand, 205 × 127 cm, Musées Royaux des Beaux-Arts, Brüssel
- Paul Gauguin: „Die Vision nach der Predigt (Jacobs Kampf mit dem Engel)“ (1888), Öl auf Leinwand, 73 × 92 cm, National Gallery of Scotland, Edinburg
- Paul Gauguin: „Selbstbildnis: Les Misérables“ (1888), Öl auf Leinwand, 45 × 55 cm, Vincent-van-Gogh-Stiftung, Amsterdam
- Paul Gauguin: „Woher kommen wir? Wer sind wir? Wohin gehen wir?“ (1897), Öl auf Leinwand, 139 × 375 cm, Museum of Fine Arts, Boston

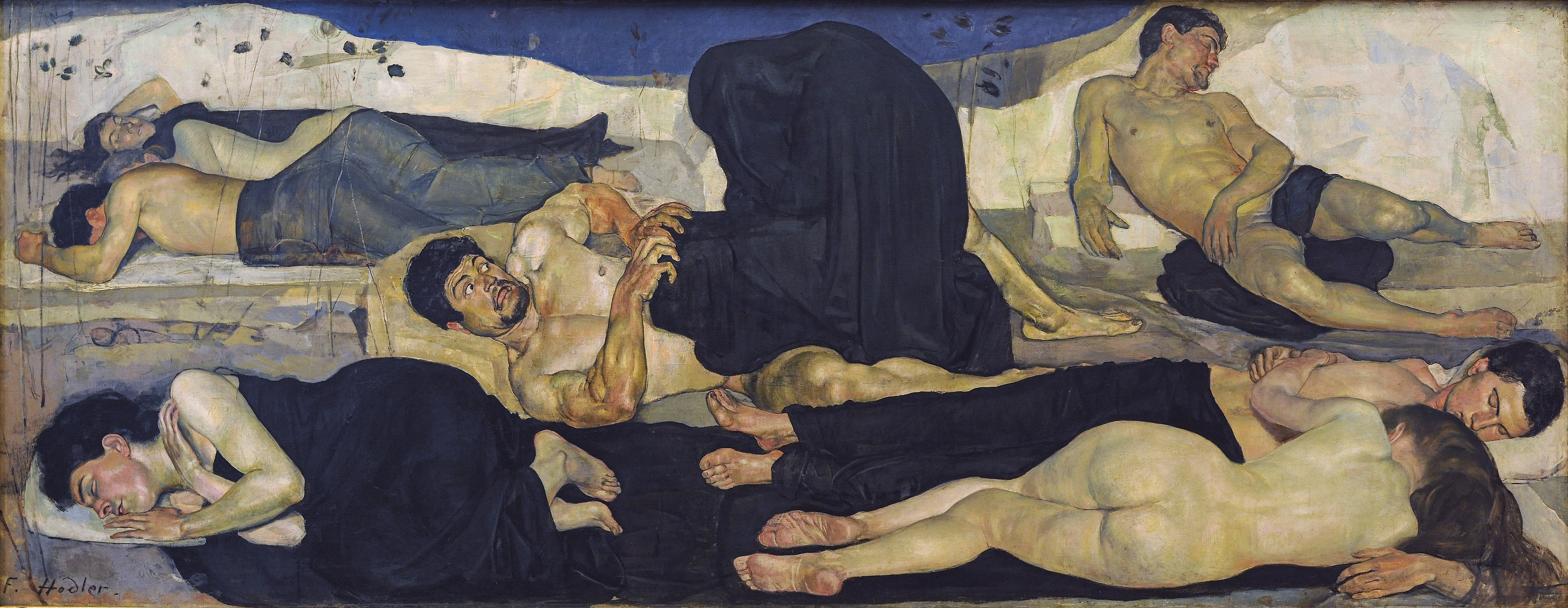
Ferdinand Hodler: Die Nacht, 1889/90

- Ferdinand Hodler: „Die Nacht“ (1888/89), Öl auf Leinwand, 116,5 × 299 cm, Kunstmuseum Bern (Leihgabe des Kantons Bern)
- Ferdinand Hodler: „Der Mönch“ (1911), Öl auf Leinwand, 64,5 × 91,5 cm, Privatbesitz
- Fernand Khnopff: „Liebkosungen“ (1896), Öl auf Leinwand, 51,5 × 151 cm, Musées Royaux des Beaux-Arts, Brüssel
- Georges Lacombe: „Marine bleue, Effet de vagues“ (1893), Tempera auf Leinwand, 49 × 65 cm, Musée des Beaux-Arts de Rennes
- Gustave Moreau: „Herkules und die Lernäische Schlange“ (um 1870), Wasserfarben auf Papier, 25 × 20 cm, Musée Gustave Moreau, Paris
- Gustave Moreau: „Salome tanzt vor Herodes (Die tätowierte Salome)“, (1876), Öl auf Leinwand, 92 × 60 cm, Musée Gustave Moreau, Paris
- Edvard Munch: „Der Schrei“ (1893), Öl auf Karton, 91 × 73,5 cm, Nasjonalgaleriet, Oslo
- Edvard Munch: „Madonna“ (1895–1902), Lithographie, 60,7 × 44,3 cm, Nasjonalgaleriet, Oslo

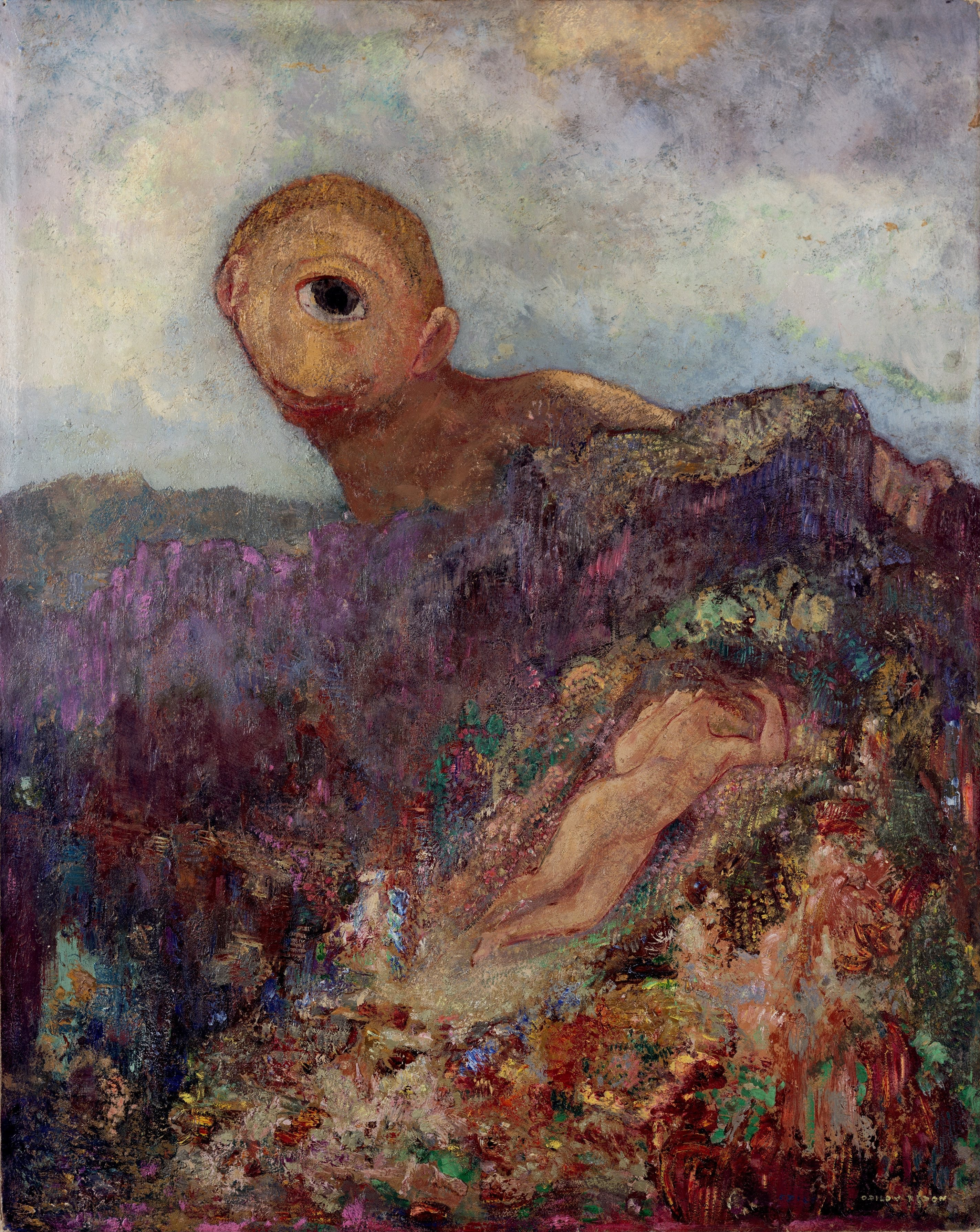
Odilon Redon: Der Zyklop, um 1900

- Odilon Redon: „Bildnis Gauguins“ (1904), Öl auf Leinwand, 66 × 55 cm, Louvre (Jeu de Paume), Paris
- Odilon Redon: „Pandora“ (um 1910), Öl auf Leinwand, 144 × 62 cm, Metropolitan Museum of Art, New York
- Auguste Rodin: „Fugit Amor“ (1885–1887), Marmor, 57 × 110 × 40 cm, Musées Rodin, Paris
- Giovanni Segantini: „Die Liebesgöttin“ (1894–1897), Öl auf Leinwand, 210 × 144 cm, Galleria Civica d’Arte, Mailand
- Per Adolf Svedlund: „Gripsholm“ (1913), Öl auf Leinwand, 96 × 83 cm Privatbesitz
- Michail Alexandrowitsch Wrubel: „Die Wahrsagerin“ (1895), Öl auf Leinwand, 136 × 87 cm, Tretjakow-Galerie, Moskau
- Michail Alexandrowitsch Wrubel: „Der Dämon“ (1890), Öl auf Leinwand, 114 × 211 cm, Tretjakow-Galerie, Moskau
- Michail Alexandrowitsch Wrubel: „Pan“ (1899), Öl auf Leinwand, 124 × 106 cm, Tretjakow-Galerie, Moskau
- Michail Alexandrowitsch Wrubel: „Zarewna-Lebed“ (1900), Öl auf Leinwand, 142,5 × 93,5 cm, Tretjakow-Galerie, Moskau

## Ausstellungen
Die Kunsthalle Bielefeld widmete sich im 1. Quartal 2013 in ihrer Ausstellung „Schönheit und Geheimnis“ der ganzen Bandbreite des Symbolismus in Deutschland um 1900.
Im Solomon R. Guggenheim Museum in New York City wurden im 3. Quartal 2017 Bilder ausgestellt, die zwischen 1892 und 1897 im Salon de la Rose+Croix, einem Zentrum esoterischer Kunst in Paris, präsentiert worden waren.

## Einzelbelege
1. ↑  Richard Hamann, Jost Hermand: Stilkunst um 1900 (= Epochen deutscher Kultur von 1870 bis zur Gegenwart. Band 4). München 1873, S. 20, 214.
2. ↑  Boris Hohmeyer: Die Malerei aus der Dunkelheit. In: art. Das Kunstmagazin. Mai 2020.
3. ↑  Sandro Bocola: Die Kunst der Moderne. Zur Struktur und Dynamik ihrer Entwicklung von Goya bis Beuys. Prestel, München 1994,  ISBN 3-7913-1387-8, S. 101.
4. ↑  Jutta Hülsewig-Johnen, Henrike Mund (Hrsg.): Schönheit und Geheimnis. Der deutsche Symbolismus: die andere Moderne. Katalog zur Ausstellung in der Kunsthalle Bielefeld vom 24. März bis 7. Juli 2013. Kerber, Bielefeld 2013, ISBN 978-3-86678-810-7.
5. ↑  Mystical Symbolism: The Salon de la Rose+Croix in Paris, 1892–1897. Guggenheim Museum 2017.